# (369264) 2009 MS
(369264) 2009 MS est un astéroïde Apollon et aréocroiseur, classé comme potentiellement dangereux. Il fut découvert par le Mount Lemmon Survey au Mont Lemmon le 19 juin 2009.